# Wojciech Kopeć (poeta)
Wojciech Kopeć (ur. 1998 w Tarnobrzegu) – polski poeta, redaktor i krytyk literacki.
Autor trzech książek poetyckich. Laureat Nagrody Literackiej Gdynia 2024 w kategorii poezja za tom jest taki konik. Za swój debiut przyjmę/oddam/wymienię otrzymał wyróżnienie w konkursie o Nagrodę im. Kazimiery Iłłakowiczówny oraz w Ogólnopolskim Konkursie Literackim „Złoty Środek Poezji”. Należy do redakcji czasopisma „Kontent”. Ukończył krytykę literacką na Uniwersytecie Jagiellońskim w Krakowie, pisząc pracę magisterską na temat tropów dadaistycznych w polskiej poezji po roku 2000. Redaktor prowadzący książek: Pasożyt Filipa Matwiejczuka (Fundacja KONTENT, 2023) oraz Czeznia Marcina Podlaskiego (Fundacja KONTENT, 2024).
Publikował swoje utwory m.in. w „Czasie Kultury”, „Małym Formacie”, czasopiśmie „Zakład Magazyn”, „Notatniku Literackim”, „Nowym Napisie”, „Trytytce”, „Iglicy”, „Liberté!”, „Tlenie Literackim” i „Stonerze Polskim”. 
Teksty krytycznoliterackie i eseistyczne publikował w „Małym Formacie”, „Czasie Kultury”, „Kontencie” i „Stonerze Polskim”.

## Poezja
- przyjmę/oddam/wymienię: (Stowarzyszenie Pisarzy Polskich oddział w Łodzi, Instytut Literatury, 2021)
- jest taki konik (Wydawnictwo papierwdole, 2023)
- Klif, dywiz i sestyna (Disastra Publishing, 2024)